# Grand Fleet
Grand Fleet (česky někdy též Velké loďstvo) bylo hlavní loďstvo britského Královského námořnictva během první světové války.

## Dějiny

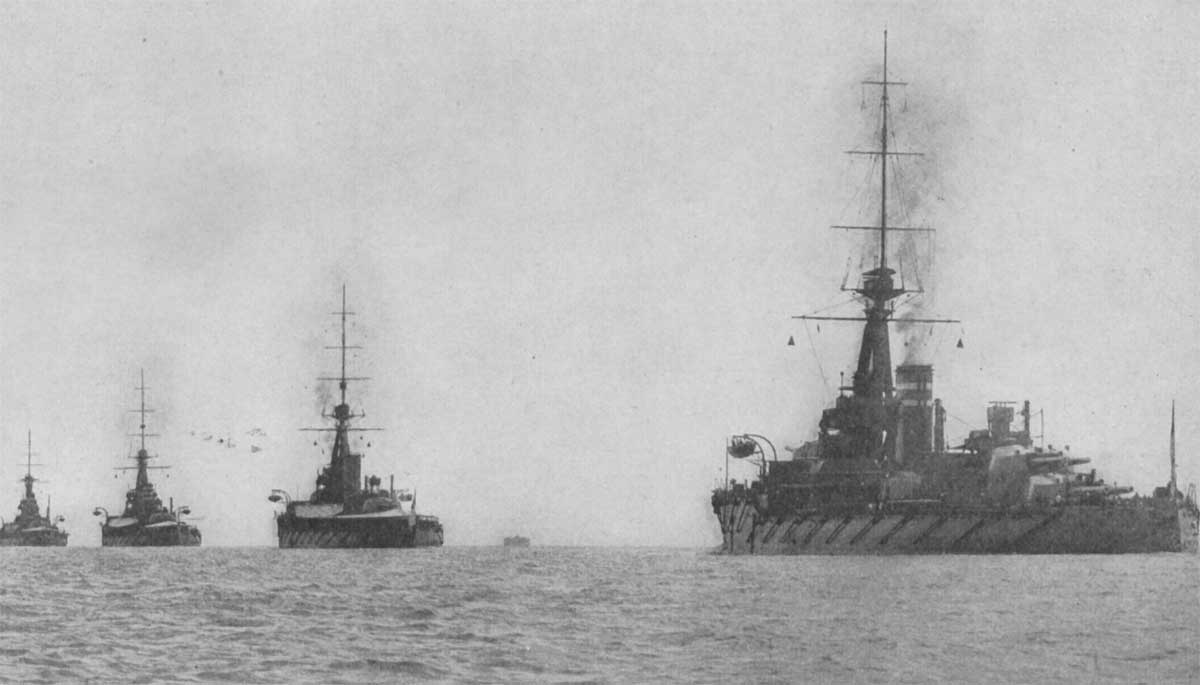
Druhá bitevní eskadra Grand Fleet v roce 1914. Zleva doprava lodě HMS King George V, HMS Thunderer, HMS Monarch a HMS Conqueror.

Zformováno bylo v srpnu 1914 z First Fleet (První floty) a částí Second Fleet (Druhé floty) Domácích loďstev a zahrnovalo 35 až 40 nejnovějších bitevních lodí a bitevních křižníků. Původně bylo pod velením admirála Johna Jellicoea, který byl v roce 1916 nahrazen admirálem Davidem Beattym. Jeho základnou byla nejprve Scapa Flow na Orknejských ostrovech a později i Rosyth v zálivu Firth of Forth. Podílelo se na největší hladinové námořní bitvě války, bitvě u Jutska.
V dubnu 1919 byla Grand Fleet rozpuštěna a většina jejích sil se stala základem Atlantického loďstva.

## Bojová sestava

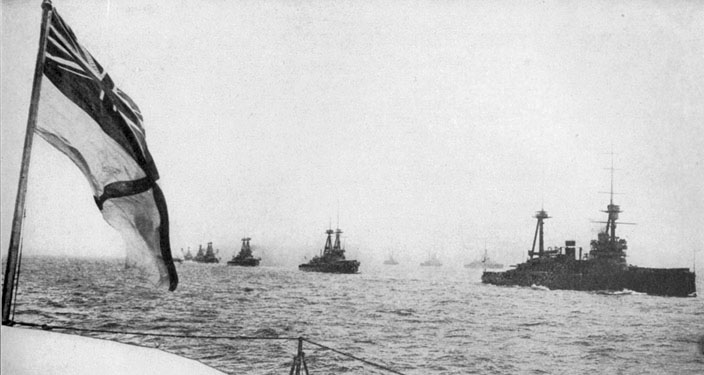
Grand Fleet během války, plující v paralelních kolonách.

Grand Fleet nemohla vždy vyplout na moře v plné sestavě, jelikož lodě průběžně vyžadovaly údržbu a opravy. Skutečná síla floty navíc kolísala během války, s tím jak byly nové lodě dokončovány a jiné potopeny, ale její početní stavy s pokračováním války trvale narůstaly a s tím vzrůstala i míra převahy nad Hochseeflotte německého námořnictva. Po vstupu Spojených států do války byla ke Grand Fleet, coby její Šestá bitevní eskadra, připojena Devátá divize bitevních lodí US Navy, nejprve se čtyřmi a později pěti dreadnoughty.